# Блам, Джейсон
Джейсон Ферус Блам (англ. Jason Ferus Blum, английское произношение: [blʌm]; род. 20 февраля 1969) — американский кинопродюсер, основатель и глава Blumhouse Productions. Он выиграл премию «Эмми» за лучший телефильм в 2014 году как продюсер фильма «Обычное сердце», а также две номинации на премию «Оскар» за лучший фильм за работу над фильмами «Одержимость» и «Прочь».

## Ранняя жизнь
Блам родился в Лос-Анджелесе, Калифорния, в семье Ширли (девичья фамилия Нильсен) и Ирвинга Блам. Его мать была профессором искусств, а отец — независимым арт-дилером Ferus Gallery; он был евреем. Мать была ранее замужем за директором музея Уолтером Хоппсом.

## Карьера
Блам работал на Боба и Харви Вайнштейнов в качестве исполнительного продюсера, а позже в качестве независимого продюсера для Warner Bros. Он также работал режиссёром-постановщиком в театральной труппе «Малапарта» Итана Хоука. Блам окончил Вассарский колледж в 1991 году.
Он получил финансирование для своего первого фильма в качестве продюсера, «Забыть и вспомнить» (1995), после того, как он получил письмо от знакомого семьи, развлекателя Стива Мартина, который поддержал сценарий. Блам приложил письмо к копиям сценария, а позже разослал их продюсерам в Голливуде.

### Blumhouse Productions
В 2000 году он основал компанию Blumhouse Productions, которая специализируется на производстве микробюджетных фильмов, которые дают режиссёрам полный творческий контроль над проектами. Некоторые из фильмов компании были очень прибыльными, в том числе фильм ужасов «Паранормальное явление», который при бюджете $15 000 собрал в прокате около $200 миллионов. Planet Money на NPR сделал специальный подкаст о том, как продюсерский дом Блама заработал свой успех.
Блам также является продюсером фильмов «Астрал» (2010), «Синистер» (2012), «Судная ночь» (2013) и «Ублюдок» (2014), у которых были успешные продолжения. В 2014 году он был исполнительным продюсером телефильма «Обычное сердце», который получил премию «Эмми» за лучший телефильм, а также он был продюсером полнометражных фильмов «Одержимость» и «Прочь», каждый из которых принесли ему номинации на премию «Оскар» за лучший фильм.

## Личная жизнь
14 июля 2012 года Блам женился на журналистке Лорен А. И. Шукер в Лос-Анджелесе на церемонии Движения духовного внутреннего сознания. У супругов трое детей — дочери Рокси Блам (род. 15 апреля 2015) и Бетти Сью Блам (род. 27 апреля 2021) и сын Букер Блам (род. 2018).

## Фильмография

### Фильмы
- 1995: Забыть и вспомнить (ассоциированный)
- 2000: Гамлет (исполнительный)
- 2002: Приключения Мальчика с пальчик и Дюймовочки (исполнительный)
- 2004: Лихорадка
- 2006: Гриффин и Феникс: На краю счастья
- 2006: Премия Дарвина
- 2006: Выпускной (исполнительный)
- 2007: Паранормальное явление
- 2008: Случайный муж
- 2008: Чтец (соисполнительный)
- 2010: Зубная фея
- 2010: Астрал
- 2010: Паранормальное явление 2
- 2011: Паранормальное явление 3
- 2011: Фрэйзер Парк (исполнительный)
- 2012: Детородные
- 2012: Синистер
- 2012: Самый пьяный округ в мире (исполнительный)
- 2012: Повелители Салема
- 2012: Залив
- 2012: Паранормальное явление 4
- 2013: Мрачные небеса
- 2013: Судная ночь
- 2013: Зелёный ад (исполнительный)
- 2013: Астрал: Глава 2
- 2013: Зажги меня
- 2013: Холостячки в Вегасе
- 2014: Паранормальное явление: Метка Дьявола
- 2014: Одержимость
- 2014: 13 грехов (исполнительный)
- 2014: Ублюдок
- 2014: Небезопасно для работы
- 2014: Окулус (исполнительный)
- 2014: Судная ночь 2
- 2014: Убрать из друзей (исполнительный)
- 2014: Город, который боялся заката
- 2014: Джезабель
- 2014: Уиджи: Доска Дьявола
- 2014: Пересмешник
- 2014: Милосердие
- 2014: Драйвер на ночь
- 2015: Поклонник
- 2015: Эффект Лазаря
- 2015: Реверс 666 (исполнительный)
- 2015: Зона 51
- 2015: Астрал 3
- 2015: Виселица
- 2015: Подарок
- 2015: Синистер 2
- 2015: Видения
- 2015: Визит
- 2015: Кривая линия
- 2015: Мученицы
- 2015: Паранормальное явление 5: Призраки в 3D
- 2015: Джем и Голограммы
- 2016: Вуаль
- 2016: Ловкость (исполнительный)
- 2016: В долине насилия
- 2016: Тишина
- 2016: Темнота
- 2016: Лоурайдеры
- 2016: Судная ночь 3
- 2016: Вирус
- 2016: Брюс Ли: Рождение Дракона (исполнительный)
- 2016: Сплит
- 2016: Уиджи. Проклятие доски дьявола
- 2016: Инкарнация
- 2017: Прочь
- 2017: Ужас Амитивилля: Пробуждение
- 2017: Ублюдок 2
- 2017: Стефани
- 2017: Счастливого дня смерти
- 2018: Астрал 4: Последний ключ
- 2018: Убрать из друзей: Даркнет
- 2018: Апгрейд
- 2018: Бенджи
- 2018: Правда или действие
- 2018: Истерия
- 2018: Судная ночь. Начало
- 2018: Чёрный клановец
- 2018: Хэллоуин
- 2019: Стекло
- 2019: Счастливого нового дня смерти
- 2019: Мы
- 2019: Ма
- 2019: Милая
- 2019: Чёрное Рождество
- 2020: Остров фантазий
- 2020: Человек-невидимка
- 2020: Охота
- 2020: Хэллоуин убивает
- 2020: Тебе стоило уйти
- 2020: Дичь
- 2020: Колдовство: Наследие
- 2020: Однажды на Статен-Айленд
- 2022: Хэллоуин заканчивается
- 2022: Дом у болота
- 2022: Чёрный телефон
- 2022: Воспламеняющая взглядом
- 2022: Месть
- 2023: Астрал: Красная дверь
- 2023: Пять ночей с Фредди
- 2024: Проклятые воды
- 2024: Не говори никому
- 2024: Воображаемый друг
- 2025: Вульфмен
- 2025: Женщина во дворе
- 2025: Дроп
- 2025: М3ГАН 2.0
- 2025: Чёрный телефон 2
- 2025: Пять ночей с Фредди 2
- 2026: Соулм8йт
- 2026: Мумия

### Телевидение
- 2002: Истерическая слепота (телефильм) (исполнительный)
- 2012: Река (телесериал, 8 эпизодов)
- 2014: Обычное сердце (телефильм) (исполнительный)
- 2014: Вознесение (мини-сериал) (исполнительный)
- 2015: Приманка (телесериал, 10 эпизодов) (исполнительный)
- 2015: Тайны миллиардера (мини-сериал) (исполнительный)
- 2016: 12 смертельных дней (мини-сериал) (исполнительный)
- 2018: Острые предметы (мини-сериал) (исполнительный)
- 2018: Дрожь земли (телефильм) (исполнительный)